# Чермен Тулатов
Чермен Тулатов, сын Бестола (осет. Тлаттаты Бестолы фырт Чермен) — осетинский народный герой. Представитель фамилии Тулатовых из клана тагиат. Проживал в нижней части с. Кобан (ныне Пригородный район) приблизительно в 1783—1813 гг.

## История
Вопреки расхожему заблуждению, Чермен не был «незаконнорожденным». Это оскорбление было выдвинуто его врагами, как повод для отнятия у него отцовского хая земли. Но Чермен добился признания себя уазданом. Тем более, как писали кавдасарды Кобани, магометанского вероисповедания, во главе с Хаджи Моргоевым (который, конечно, не был пьяницей, как это показали в фильме, наоборот, был уважаемым духовным лицом у кобанских мусульман, совершив хадж и зная грамоту) « по магометанскому закону и горскому обычаю» он считался законным сыном своего отца.
См. Газданова В. С. «Общественное сознание осетин по крестьянским прошениям середины XIX века»
Бестол умер, когда Чермен был ещё ребёнком, поэтому его воспитывал брат отца- Мырзабег Бытаев (старшая ветвь Тулатовых). Собственно и Чермен был из ветви Бытаевых. Его мать, была из фамилии Агудзовых, ветви Цахиловых (в Алагирском обществе считались уазданами) и была единственной женой Бестола. Родился Чермен ок.1783 г., когда брат грузинского царя Иванэ Багратиони-Мухранский проезжал по ВГД в Георгиевск для подписания знаменитого Георгиевского трактата о вхождении Картли-Кахетии под протекцию Российской империи. По преданию Бестол и Мырзабег установили с ним куначеские отношения. Сын Иоанэ I, Константин был ровесником Чермена.
Земельным вопросом и этим внешнеполитическим отношением с российско-грузинским альянсом было обусловлено ожесточение конфликта с кабардинскими князьями Мударовыми . Затем и Дударовы вступили в конфликт с Мударовыми, после отречения Дола Мулдарова от шейха Мансура в 1786 г., и попытки своровать дочь Ахмеда, в 1790-х гг. Именно в второй половине 1790- х гг. Чермен и стал участвовать в набегах кобанцев на кабардинцев("когда тагаурцы прекратили платить кабардинцам дань "). В это же время происходила история сыновей Бата (осетинск. «Батайы фыртта»)
Согласно преданиям, для осуществления военных походов — набегов, а также в целях собственной обороны, Черменом был организован свой особый отряд из кобанских джигитов. 《В его состав входили: Басо Накусов, Али Бацазов, Муса Кадиев, Абрек Бадзиев, Дзиу Дзагоев, Уари Тулатов и другие. Все они, как боевые сподвижники Чермена, были такими же храбрыми и смелыми джигитами, как и он сам, и представляли собою довольно грозную силу для соседних племен и народностей.
Отряд Чермена довольно часто беспокоил своих соседей- инородцев, но иногда нападал даже на соседние племена своего народа : алагирцев и куртатинцев. 》"Больше всего доставалось от Чермена кабардинским князьям."
"ЧЕРМЕНЫ ТАУРÆГЪТÆ, КАДДЖЫТÆ, ЗАРДЖЫТÆ ", Бзарты Руслан, журнал «Мах дуг», 1997 N 3
Но основной конфликт с «внутренними врагами» (когда при земельном разделе Майрамукаевы-Тулатовы присвоили участок Бестола себе) судя по всему произошёл ок. 1803—1804 гг. , когда Чермен был вынужден «уйти к ингушам» и стать абреком, вполне вероятно участвуя вместе с ними в выступлении против России 1804 г. , которое возглавлял Ахмат Дударов. Затем он вернулся. Когда это произошло, точно неизвестно, возможно в 1809 −1813 гг (?)
Врагами Чермена была далеко не вся Тулатовская фамилия — Дзамбулат и Кайсын были Майрамукаевы (младшая ветвь Тулатовых), которые и убили его вместе с кабардинскими князьями Джилахстановыми, организовавшими засаду возле Татартупа. Это произошло после 1812 г., и до 1815 г. В 1813 или 1814 гг .

## В фольклоре и массовом сознании
Борьба Чермена Тулатова с внутренними врагами своего рода и своего личного достоинства, с внешними врагами Кобана, отразилась в осетинском фольклоре как противостояние с «Тулатовыми» и кабардинскими «князьями Джилахстановыми».
В предреволюционное и советское время эта борьба была истолкована как «классовая борьба за интересы простого народа». В действительности Чермен вёл борьбу за личное уазданское достоинство, а также в интересах своих друзей, о классовой борьбе конечно не было речи. Однако несомненно его борьба вдохновила других «кавдасардов»-магометан отстаивать свои законные права.
Тагиатские кавдасарды христианского вероисповедания равенства с уазданами не добивались, тогда как ислам часть кавдасардов и фарсаглагов принимала как раз потому что «кто содержит магометанскую веру, тому дают преимущество и считают наравне с старшинами, а тех, которые содержат христианскую веру, считают их подданными» как писал Мырзабег Тулатов в письме графу Ивеличу в 1806 году. См. «Акты, собранные Кавказскою археографическою комиссиею». Тифлис, 1866 г. т.3, с.215
«Русско-осетинские отношения (40-е гг. XVIII — 30-е гг. XIX в)» М.Блиев. с.316
Спустя сотню лет после гибели Чермена, в Дигории была создана народно-эсеровская партия «Кермен», названная в его честь, которая в 1918 г.объединилась с большевиками. Интересно, что жители самого Кобана, а также сс. Батако и Тулатово в годы гражданской войны не поддерживали керменистов, по разным причинам. Одним из немногих жителей с. Батако (где жили потомки Чермена), кто вступил в ряды керменистов, был Исса Плиев.(Плиевы- поселились в Кобане, во второй половине 19-го века, оттуда перебрались в Батако.)

## В культуре
В советское время Грис Плиев создал трагедию в стихах «Чермен» (из-за которой у него был конфликт с Абубекиром Болаевым), на основе которой Грис совместно с Мишариным и Санишвили создал сценарий для фильма «Чермен», снятого на киностудии «Грузия-фильм» в 1970 г. В силу народническо-коммунистической интерпритации и не известных причин, в литературной трагедии Плиева и сценарии фильма было допущено существенное изменение исторического контекста и деталей народного предания о Чермене.
Родственники и потомки Чермена
Мать Чермена, по свидетельству Уари Шанаева, жившего в доме Мырзабега Бытаева, была из Агудзовых — это выделившиеся в отдельную фамилию потомки Агудза Цахилова. Во второй половине XIX в. их было семь дворов в Хумалаге и Батакоюрте. В 1886 г. самый старший из Агудзовых ещё записан в посемейном списке под двойной фамилией: «Агудзов (Цахилов) Маци Батчериев». На близкое родство семьи Чермена с Агудзовыми указывает и тот факт, что, оказавшись на равнине, потомки Чермена поселились в Батакоюрте и Хумалаге, то есть именно там, где жили Агудзовы. Хорошо известно, что определяющую роль при выборе места жительства на равнине играли родственные связи.
В Батакоюрте поселились Кадиевы, Джибиловы, Бадзиевы, Накусовы, и др.-большая часть жителей из Нового Кобана, существовашего на месте нынешнего с. Мичурино в 1831-1844 гг. Потомки побратима Чермена Дзиу Дзагоева осели в с. Тулатово(ныне г. Беслан), из них был заслуженный тренер России и мастер спорта Рамазан Дзагоев
Потомком Уари Тулатова(Бытаева), сосланного за противодействие Абхазову в 1831 г. был Магомет Тулатов (1869—1934), доктор, генерал-майор медицинской службы, заслуженный врач РСФСР. https://www.darial-online.ru/material/2004_2-tulatov/
__
Потомки Чермена именовались Бестоловыми (Бестолта,Бестолата). Чермен погиб молодым, поэтому его сыновья должны были быть подростками в 1830 г., когда Абхазов выселил кобанцев на равнину. Сразу же или через какое-то время семья обосновалась там, где у женщин были близкие родственники.
Подселились к Агудзовым. Байматовы(из которых была жена Чермена), тогда жили ещё в Даргавсе, на равнине их не было.
В 1886 г. в Хумалаге жили три семьи Бестоловых, в Батако-юрте — одна. Батакоюртовцы: 40-летний Гаци(Гацо-перепись,Газо у Бзарова) и 30-летний Дрис были сыновьями Гапи Бестолова, сына Чермена.
Хумалагцы: 45-летний Хату, 34-летний Елбуздуко и их брат Елмарза (умер до 1886 г.) — сыновья Хуце Бестолова, другого сына Чермена.
---
Один из праправнуков Чермена — Урузбий Дзетоевич Бестолов, сын Дзетогаза Гациевича, правнука Чермена (Гетогаза,Гетагожа в источниках) рано осиротел, воспитывался дядей, прошёл всю войну, о победе узнал у границы Германии, был первоклассным механиком и токарем. https://pamyat-naroda.su/awards/44184022
Родословная Урузбия по мужской линии:
Тага-Хамби-Тулат(Тылаттатæ)-Сафуг-Быта(Быттатае)-Темир-Хапаз-Асланбек-Бестол-Чермен(Бестолата)-Гапи-Гацо(Газо)-Дзетогаз(Гетогаз)-Урузбий.
---
Организатор убийства Чермена:
Дзамболат Майрамукаев (двоюродный брат Бестола Бытаева).
Родословная Дзамболата:
Тага-Тулат(Тылаттатæ)-Сафуг-Быта(Быттата)-Хапаз Бытаев(дед Бестола)-Майрамуко(дядя Бестола)-отец Дзамболата . У Дзамболата был сын Инал, который продолжил фамилию Майрамукаевых. Он женился на двоюродной сестре Тараса Канукова (врага сыновей Бата) Фатиме Дзамболатовне Кануковой (род. в 1808 г.). У них родился сын Асланбек (в 1826 г.). Родной брат Фатимы Кануковой был женат на дочери Беслана Тулатова. Очень символические браки.
см. Марзоев И. Т. "Тагиата: Привилегированное сословие Тагаурского общества Северной Осетии. Монография. Владикавказ, 2012. "
Основной материал взят из книги Р.Бзарова «История в осетинском предании. Сюжет о Чермене». Издательство «Ир», Владикавказ, 1993 г.